# Ouvrage de Molvange
L'ouvrage de Molvange est un ouvrage fortifié de la ligne Maginot, situé à l'est du village de Molvange, sur la commune d'Escherange, dans le département français de la Moselle en région Grand Est.
C'est un gros ouvrage d'artillerie, comptant onze blocs. Construit à partir de 1930, il a été épargné par les combats de juin 1940, avant d'être partiellement transformé après 1945.
Il est l'un des plus importants ouvrages de la ligne Maginot dont tout l'armement des blocs de combat était sous tourelles ou sous cloches.

## Position sur la ligne
Faisant partie du sous-secteur d'Angevillers (appelé aussi sous-secteur d'Œutrange) dans le secteur fortifié de Thionville, l'ouvrage de Molvange, portant l'indicatif A 9, est intégré à la « ligne principale de résistance » entre les casemates d'intervalle de Petersberg Est (C 40) à l'ouest et d'Entrange (C 41) à l'est, à portée de tir des canons des gros ouvrages de Rochonvillers (A 8) et de Soetrich (A 11).
Il est situé sur les hauteurs d'Œutrange : l'altitude du site (environ 400 m), est un véritable atout pour l'ouvrage.

## Description
L'ouvrage est composé en surface de neuf blocs de combat et de deux blocs d'entrée, avec en souterrain une caserne, une cuisine, des latrines, un poste de secours, des PC, des stocks d'eau, de gazole et de nourriture, des installations de ventilation et de filtrage de l'air, des magasins à munitions (un M 1 et plusieurs M 2) et une usine électrique, le tout relié par des galeries profondément enterrées. Ces galeries sont construites au minimum à 30 mètres de profondeur pour les protéger des bombardements. L'énergie est fournie par quatre groupes électrogènes, composés chacun d'un moteur Diesel SGCM GVU 42 (fournissant 225 chevaux à 375 tr/min) couplé à un alternateur, complétés par un petit groupe auxiliaire (un moteur CLM 1 PJ 65, de 8 ch à 1 000 tr/min) servant à l'éclairage d'urgence de l'usine et au démarrage pneumatique des gros diesels. Le refroidissement des moteurs se fait par circulation d'eau.
- Bloc 1 : bloc observatoire avec une cloche VDP (vue directe et périscopique), une cloche JM (jumelage de mitrailleuses) et une cloche GFM (guetteur fusil mitrailleur).
- Bloc 2 : bloc d'infanterie avec une tourelle de mitrailleuses et deux cloches GFM.
- Bloc 3 : bloc d'artillerie avec une tourelle de 81 mm, une cloche GFM et une cloche LG (lance-grenades).
- Bloc 4 : bloc d'artillerie avec une tourelle de 135 mm et une cloche GFM.
- Bloc 5 : bloc d'artillerie avec une tourelle de 75 mm R modèle 1932.
- Bloc 6 : bloc d'infanterie avec une tourelle de mitrailleuses, une cloche JM et une cloche GFM.
- Bloc 7 : bloc observatoire avec une cloche VDP (vue directe et périscopique) et une cloche GFM.
- Bloc 8 : bloc d'artillerie avec une tourelle de 75 mm modèle 1933 et deux cloches GFM.
- Bloc 10 : bloc d'artillerie avec une tourelle de 75 mm modèle 1933, une cloche GFM et une cloche LG.
- Entrée des munitions : en plan incliné, armé avec un créneau mixte pour JM/AC 47 (jumelage de mitrailleuses et canon antichar de 47 mm) et deux cloches GFM.
- Entrée des hommes : en puits, armé avec un créneau mixte JM/AC 47 et une cloche GFM[4].

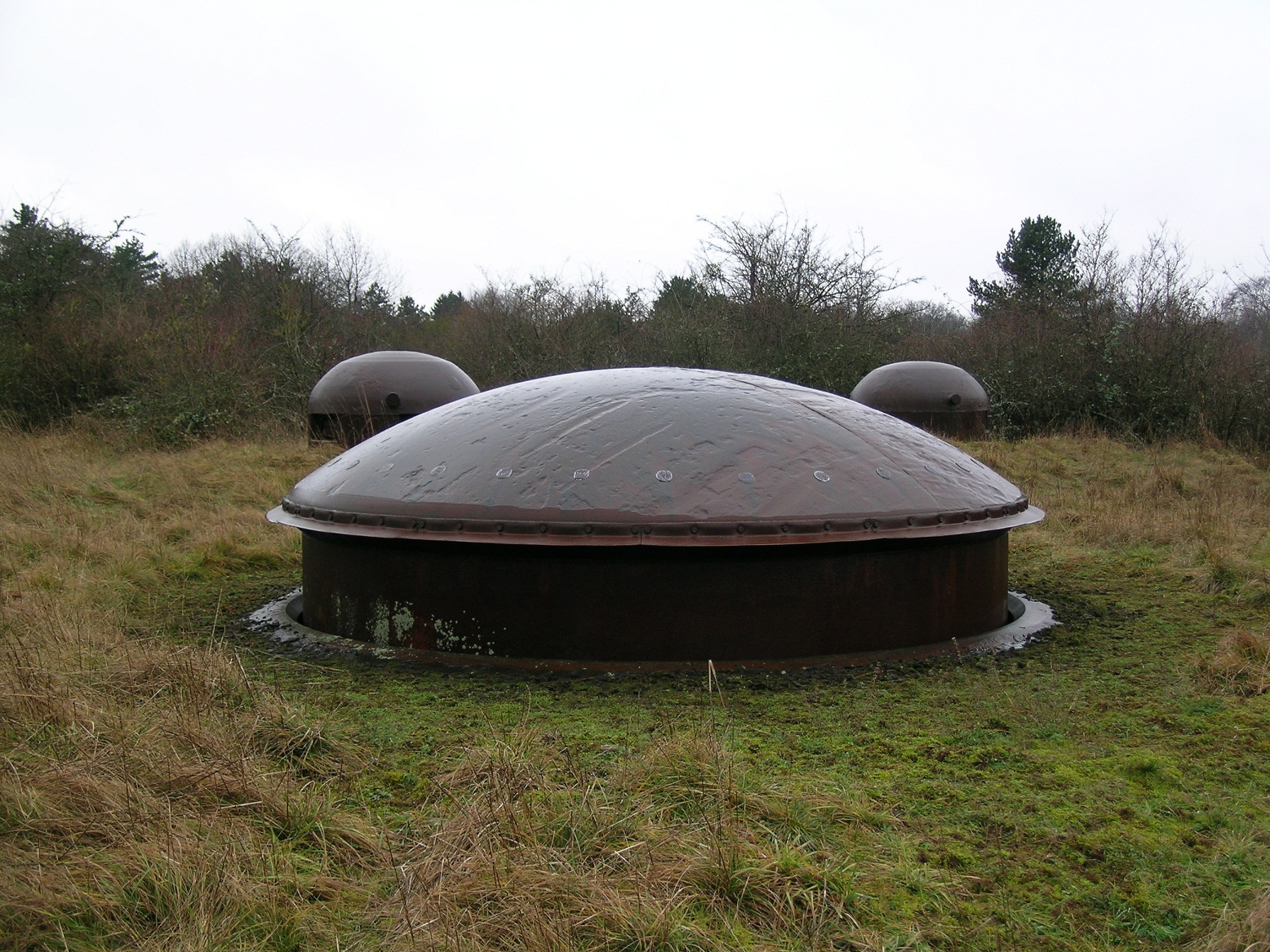
Bloc 8 : tourelle de 75 mm modèle 1933 en batterie, protégée par deux cloches GFM.
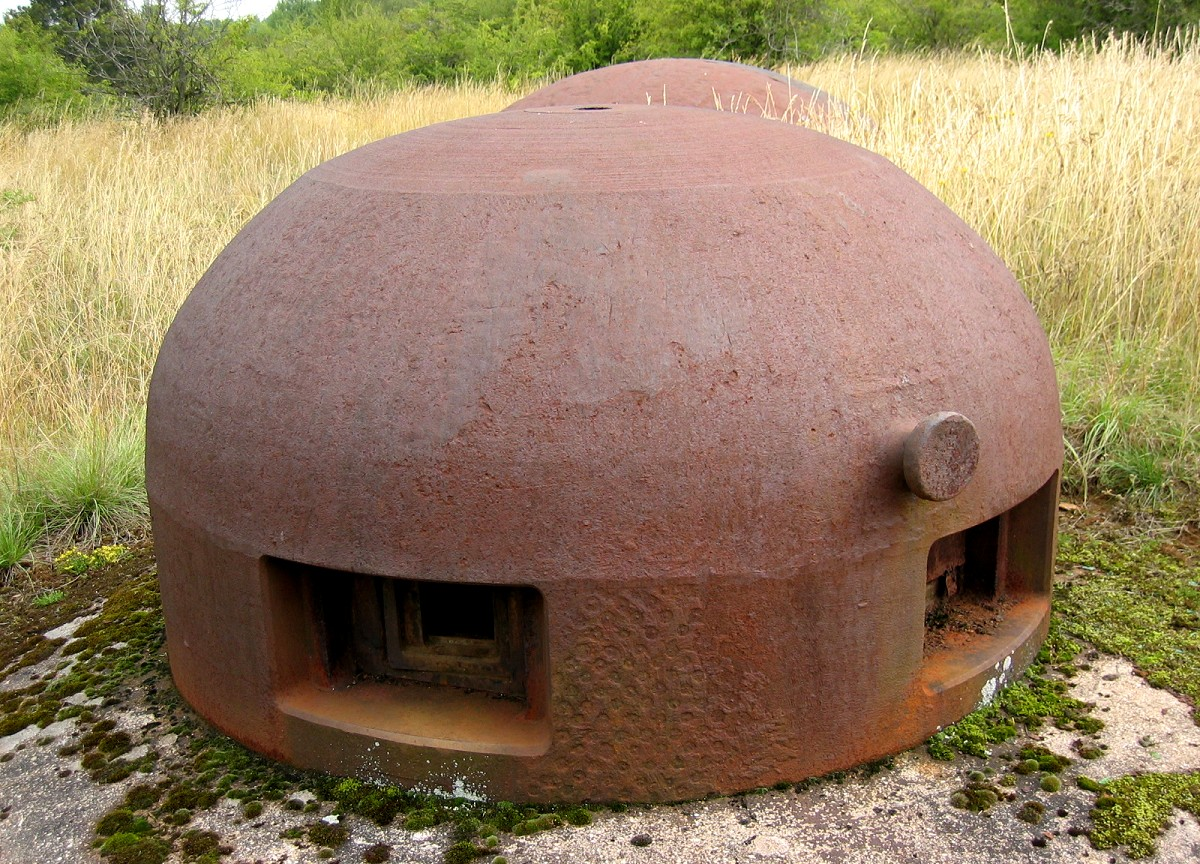
Bloc 8 : cloche GFM.
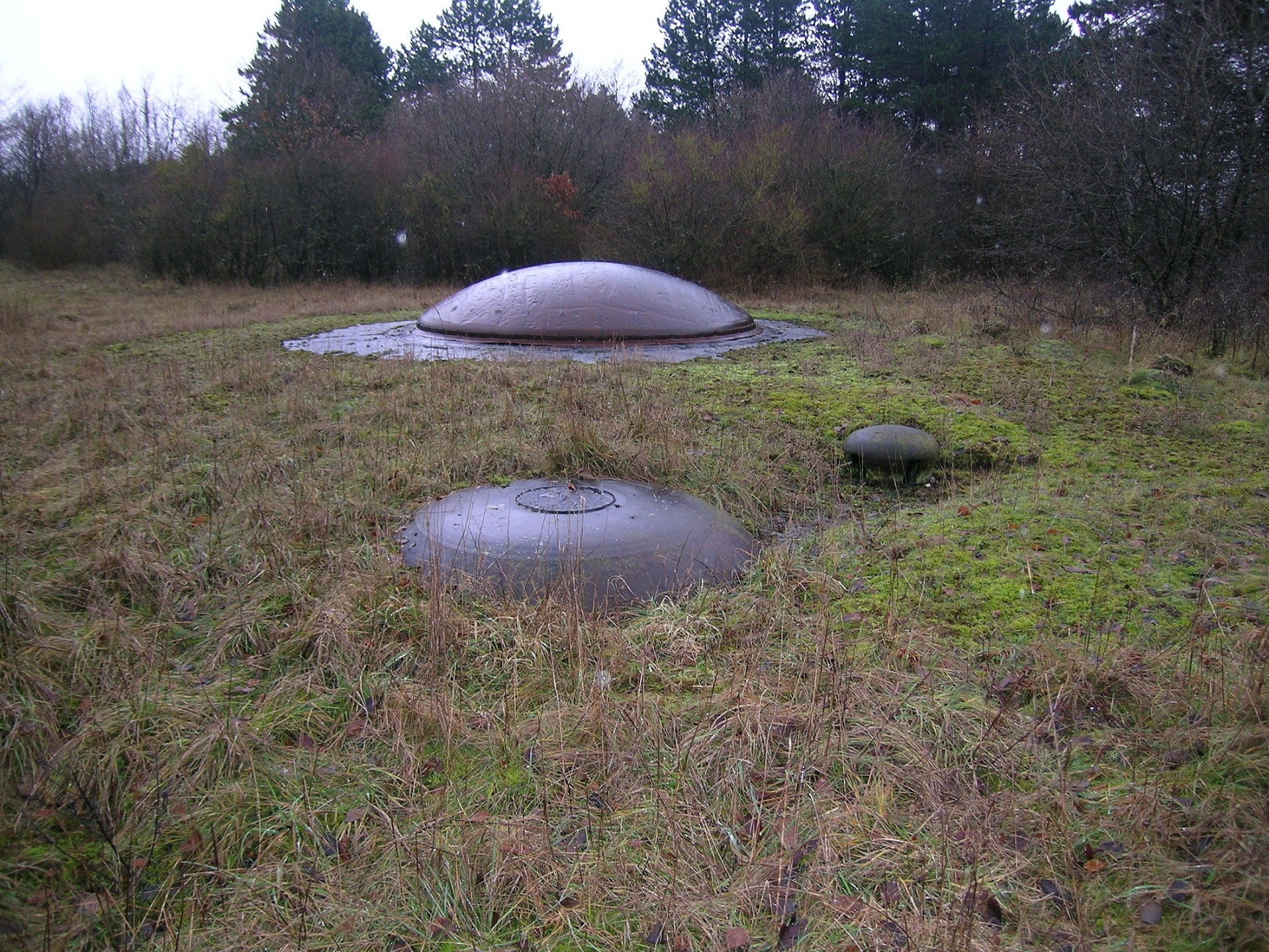
Bloc 10 : tourelle de 75 mm modèle 1933 éclipsée.

## Équipage
L'équipage de l'ouvrage comprenait 725 hommes (dont 24 officiers) des 169e RIF et 151e RAP.

## Historique
Comme la plupart des ouvrages du secteur fortifié de Thionville, le gros ouvrage de Molvange ne subit pas d'attaque de grande envergure. Son équipage se rendit invaincu.
L'ouvrage fut utilisé par l'Armée française après-guerre et subit un certain nombre de modifications intérieures. Le bloc 7 fut transformé dans les années 1980 avec la construction d'un pylône de communication.
Le terrain est toujours utilisé par le 40e régiment de transmissions de Thionville.
En juin 2006, l'Armée a procédé au démontage de la tourelle de 75 du bloc 5 au profit du musée du gros ouvrage de Fermont.